# دولت يار (بابارشاني)
دولت یار (بالفارسية: دولت یار) هي قرية تقع في إيران في قسم بابارشاني الريفي.